# Хёрст, Джордж Рэндольф (младший)
Джордж Рэндольф Хёрст-младший (англ. George Randolph Hearst, Jr.; 13 июля 1927 — 25 июня 2012) — американский предприниматель, наследник первого первого в мире медиамагната Уильяма Рендольфа Хёрста и его компании «Hearst Corporation» (председатель правления с 1996 по 1999 год), миллиардер.

## Биография
Джордж Рэндольф Хёрст (младший) родился 13 июля 1927 года. Он был единственным сыном Джорджа Херста и его первой жены Бланш Вилбур; его отец был первым сыном известного медиамагната Уильяма Рендольфа Хёрста.
Джордж Хёрст-младший некоторое время работал издателем в подразделениях семейной корпорации, Los Angeles Herald Examiner и Los Angeles Evening Herald Express, а также исполнял обязанности президента благотворительной компании Hearst Foundation Hearst Foundation. Был директором фонда[какого?] William Randolph Hearst Foundation.
В течение сорока лет Джордж Хёрст занимал пост директора корпорации «Hearst». В 1996 году он был избран председателем правления корпорации «Hearst», после его дяди Рендольфа Апперсона Хёрста. До выборов, которые состоялись в марте 1996 г., Хёрст непосредственно исполнял обязанности вице-президента «Hearst Corporation» и «Hearst Real Estate».